# Loen
Loen – wieś w zachodniej Norwegii, w dawnym okręgu Sogn og Fjordane (od 1 stycznia 2020 r. w okręgu Vestland), w gminie Stryn. Leży na wschodnim krańcu fiordu Nordfjord przy ujściu rzeki Loelva, 6 km na północ od Olden, 11 km na południowy wschód od miejscowości Stryn, 4 km na północny zachód od jeziora Lovatnet.
W roku 1884 w Loen został wybudowany Hotel Alexandra, który istnieje do obecnych czasów.
W maju 2017 roku w miejscowości została otwarta Loen Skylift – stroma kolej linowa, której punktem docelowym jest szczyt na górze Hoven.

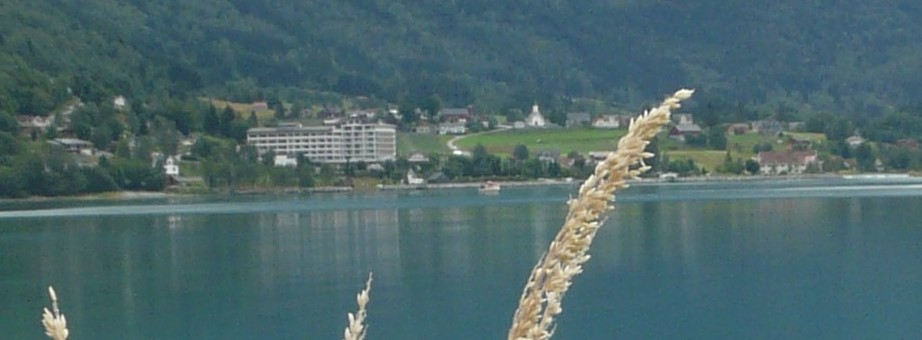
Panorama Loen